# Krueng Lingka Timur
Krueng Lingka Timur is een bestuurslaag in het regentschap Aceh Utara van de provincie Atjeh, Indonesië. Krueng Lingka Timur telt 505 inwoners (volkstelling 2010).